# 长嘴毛茛
长嘴毛茛（学名：Ranunculus tachiroei）为毛茛科毛茛属下的一个种。

## 扩展阅读
- 維基物種上的相關：长嘴毛茛